# Pelosia noctis
Pelosia noctis är en fjärilsart som beskrevs av Butler 1881. Pelosia noctis ingår i släktet Pelosia och familjen björnspinnare. Inga underarter finns listade i Catalogue of Life.